# 제주시 공영버스
제주시 공영버스는 제주특별자치도 제주시에서 운영하는 공영버스이다.

## 운행 노선

### 지선버스
- ● 701번 : 신촌리 ↔ 조천 ↔ 번영로 ↔ 신촌리
- ● 702번 : 신촌리 ↔ 와산 ↔ 신촌리
- ● 703번 : 신촌리 ↔ 양천동 ↔ 신촌리
- ● 704번 : 함덕리 ↔ 거문오 ↔ 와산 ↔ 함덕리
- ● 705번 : 함덕리 ↔ 월평동(월평 회자치)
- ● 711번 : 김녕리 ↔ 만장굴 ↔ 세화리
- ● 771번 : 고산리 ↔ 용수 ↔ 산양 ↔ 동광리
- ● 772번 : 고산리 ↔ 산양 ↔ 한원 ↔ 고산리
- ● 783번 : 한림리 ↔ 금악 ↔ 동광환승센터
- ● 784번 : 한림리 ↔ 금능 ↔ 동광환승센터
- ● 785번 : 한림리 ↔ 금악 ↔ 신창리
- ● 791번 : 하귀리 ↔ 유수암단지
- ● 792번 : 하귀리 ↔ 수산 ↔ 하귀리
- ● 793번 : 하귀리 ↔ 무수천 ↔ 수산 ↔ 애월리
- ● 794번 : 애월리 ↔ 납읍 ↔ 어음리